# Masicera campestris
Masicera campestris là một loài ruồi trong họ Tachinidae.